# Станкович, Борис
Борис Станкович (англ. Boris Stankovich, родился 9 января 1980 года в Окленде) — новозеландский и английский регбист, выступавший на позиции левого пропа (столба), наиболее известный по играм за клуб «Лестер Тайгерс»; после завершения игровой карьеры — тренер, работавший в «Лестер Тайгерс» в 2017—2020 годах.

## Игровая карьера
Учился в Келстонской мужской средней школе в Окленде, играл за команду школы, а также был её старостой в выпускном классе. В 1999 году начал профессиональную карьеру игрока, выступая за «Бат» и «Лондон Айриш». Выступал первоначально на позиции хукера, а затем стал пропом. Привлекался в сборные Англии U-19 и U-21. В 2000 году уехал играть во Францию, где выступал за клубы «Гроле» и «Альби».
В сезоне 2007/2008 Борис Станкович стал одним из семи дебютантов клуба «Лестер Тайгерс», вышедших в первом матче чемпионата Англии того сезона против «Бристоль Бэрс». Он дошёл до финала чемпионата Англии и Англо-валлийского кубка в том сезоне; всего за свои четыре сезона он выиграл три чемпионата Англии и один Англо-валлийский кубок (2011/2012), хотя сам играл всего один раз в финале чемпионата Англии в 2010 году. В январе 2011 года вывел в кубковом матче клуб против «Экзетера» как капитан, занеся свою единственную за сезон попытку. Всего сыграл к 2014 году 119 матчей за команду. В 2014—2016 годах Станкович играл за валлийский «Дрэгонс» и за «Ковентри», прежде чем завершить игровую карьеру.

## Тренерская карьера
Некоторое время Станкович был играющим тренером клуба «Ковентри», пока оттуда не ушёл его главный тренер Ричард Кокерилл. В 2017—2020 годах занимал должность тренера схваток в клубе «Лестер Тайгерс», работая также с командами академии клуба. 16 октября 2020 года объявил об уходе из клуба, пост тренера по схваток занял главный тренер команды Стив Бортуик.
В 2019 году Станкович входил в тренерский штаб сборной Канады во время чемпионата мира в Японии. 14 января 2021 года был включён в тренерский штаб сборной России.

## Достижения
- Чемпион Англии: 2009, 2010, 2013
- Вице-чемпион Англии: 2008, 2011, 2012
- Обладатель Англо-валлийского кубка: 2012, 2017
- Финалист Англо-валлийского кубка: 2008
- Вице-чемпион Про Д2: 2006
- Финалист Кубка Хейнекен: 2007, 2009